# Phaedyma singa
Phaedyma singa är en fjärilsart som beskrevs av Hans Fruhstorfer 1899. Phaedyma singa ingår i släktet Phaedyma och familjen praktfjärilar. Inga underarter finns listade i Catalogue of Life.